# Chibiverse
Chibiverse è una serie animata statunitense del 2022 prodotta dalla Disney Television Animation. La serie è stata creata da Gino Guzzardo e viene trasmessa sul canale statunitense Disney Channel dal 30 luglio 2022.

## Trama
La serie è incentrata sulle avventure dei personaggi di Disney Channel, in versione "chibi", che vivono nel loro universo (chiamato appunto “Chibiverso”). Gli episodi presentano diversi cortometraggi chiamati “Chibi Tiny Tales”, presentati da personaggi specifici che, a differenza dei corti legati alla serie, h sono provvisti dialoghi. Mentre i conduttori si presentano e annunciano il cortometraggio successivo, una trama si intreccia attraverso questi frammenti fino alla conclusione dell'episodio.
Nella seconda stagione, la serie passa a un formato da quiz fittizio, sebbene il finale di stagione sia un comedy roast.
Nella terza stagione, ogni episodio è diviso in 3 segmenti ciascuno, sostituendo il formato dei corti antologici.

## Episodi
| Stagione         | Episodi | Prima TV USA | Prima TV Italia |
| ---------------- | ------- | ------------ | --------------- |
| Prima stagione   | 4       | 2022-2023    | 2025            |
| Seconda stagione | 3       | 2023-2024    | 2025            |
| Terza stagione   | 4       | 2025         | 2025            |